# Pinanga pachyphylla
Pinanga pachyphylla är en enhjärtbladig växtart som beskrevs av John Dransfield. Pinanga pachyphylla ingår i släktet Pinanga och familjen Arecaceae. Inga underarter finns listade i Catalogue of Life.